# زيف (ون بيس)
زيف  هو أحد شخصيات انمي ومانغا ون بيس , و هو رئيس طباخين مطعم براتيي , و أيضا هو قرصان سابق و كابتن قراصنة الطباخ , وهو مدرب سانجي.

## البطاقة الشخصية
الاسم باليابانية : ゼ フ
الاسم بالأنجليزية : Zeff
الاسم بالعربية : زيف
أول ظهور بالمانغا : الفصل 43
أول ظهور بالأنمي : الحلقة 20
الانتمائات : مطعم براتيي , قراصنة الطباخ (سابقا)
المهنة : طباخ , قرصان (سابقا)
المكافأة : 70.000.000 بيلي (سابقا)
اللقب : ذو الساق الحمراء

## نبذة عنه
عندما كان زيف قرصان , كان يمتلك شعر أشقر غير مرتب , و شاربان طويلان ملفوف عليهما ربطة زرقاء صغيرة , و عندما كان قرصان في السابق كان جسمه نحيلا قليلا مثل سانجي , و بعد أن أصبح رئيس طباخي مطعم براتيي , أصبح زيف أسمن بقليل و أيضا كان يرتدي زي الطباخين الرسمي و لكن أصبح لديه لحية طويلة قليللا مع نفس الشوارب و أيضا يرتدي قبعة الطباخين لكن طويلة بدرجة كبيرة جدا , و هو يضع ساق خشبية بسبب انقطاع ساقه أثناء إنقاذه لسانجي سابقا، وظهر في المانجا انه اكل قدمه من شدة الجوع.

و قد كان زيف في السابق قرصان خطير , و زيف يحترم الطباخين بدرجة كبيرة جدا , حيث أنه قام بركل أحد افراد طاقمه سابقا عندما حاول سرقة المواد الغذائية , و أيضا كان زيف يأكل الطعام الذي يعده سانجي عندما كان صغيرا لأن طعام سانجي كان وقتها سيئ لذلك فضل اكله على رميه , و قد قام زيف بأعطاء الطعام إلى قراصنة كريج لكي يأكلوا رغم انهم كانوا ينون سرقة المطعم , و ذلك لأن زيف يعرف معنى الجوع الحقيقي في البحار

أيضا زيف كان قاسي مع سانجي سابقا , و ذلك لكي يصبح طباخ ماهر جدا و أيضا مقاتل قوي بنفس الوقت , و قد كان سانجي معارضا لقسوته في البداية لكن في ما بعد ادرك ما كان زيف ينوي فعله , و قد بكى زيف عند رحيل سانجي فهو يعتبره مثل ابنه لكنه شجعه على الذهاب , حيث أن حلم سانجي و زيف المشترك لن يتحقق إذا بقي سانجي في مطعم براتيي البحري و هو إيجاد الأزرق الكامل

و أيضا زيف يحترم الطباخين كثيرا , و هم أيضا يحترموه حيث انهم قرروا البقاء و الدفاع عن المطعم ضد قراصنة دون كريج , و قد شعروا بالحزن عندما قام جين بتهديد زيف و اخذه كرهينة.

## قوته
عندما كان زيف قرصان في السابق كان يشتهر بكونه طباخ ماهر جدا و قائد كبير , و كان يقاتل جميع اعدائه بقدميه حيث أنها تلطخت بدماء اعدائه لذلك لقب ب«الساق الحمراء» حيث كان يمكنه تكسير الصخور بسهولة بواسطة ساقيه , و أثناء معركة قراصنة دون كريج ضد طباخي براتيي قام زيف بالتصدي لكرات بيرل النارية و ايقافها بقدم واحدة , و هذا الاسلوب لا يستخدمه أحد سوى زيف و تلميذه سانجي

و أثناء قتال كوروبي و سانجي في حديقة اورلنغ عندما تلقى سانجي لكمة 40 درجة من كوروبي , قال سانجي بأن ركلات زيف كانت بقوة ركلة 400 درجة , مما يدل على قوة زيف حتى عندما كان عجوزا تضل اقوى من لكمة برمائي (رغم ان كوروبي لم يستخدم شئيا من قوته) , و أيضا كانت ركلات زيف ضد مونكي دي لوفي مؤلمة رغم انه من مطاط و ذلك أثناء حوارهما.

## ابرز مواقفه
سابقا قام زيف و قراصنته بمهاجمة سفينة تجارية للطباخين و كان عليها سانجي صغيرا , و لكن هبت موجة قوية جدا حطمت السفينة فسقط الجميع في البحر و بقي زيف و سانجي في الماء و قد حاول زيف إنقاذه لكن قدمه قد علقت في حطام السفينة لذلك استخدم المرساة و قام بقطع قدمه و انقذ سانجي (و قد كان هذا الحدث في الانمي) , أما في المانغا فقد انقذ زيف سانجي بدون قطع قدمه و عندما وصل الاثنان إلى قطعة نائية من اليابسة نفذ طعام سانجي بحاول أخذ طعام زيف لكنه تفاجئ حيث أن زيف لم يمتلك طعام بالكان كنزه و قام زيف بقطع قدمه في ضخرة و أكلها لكي يظل على قيد الحياة

و عندما تقاتل لوفي مع دون كريج , قال زيف لسانجي بأنه ميقين بفوز لوفي

و قد ظهر زيف مرة أخرى بعد احداث إنيس لوبي و قد كان يقراء الصحيفة و من ثم بدأ بقية الطباخين بالضحك على صورة سانجي للمطلوبين

و بعد سنتين ظهر زيف عندما كان يقرأ خبر عودة قراصنة قبعة القش بعد عامين.

## الأختلافات في الانمي و المانغا
في المانغا , قام زيف بقطع ساقه بواسطة صخرة و أكلها كي يظل على قيد الحياة , أما في الانمي فقد قطعت عندما حاول إنقاذ سانجي و قد حدث هذا التغير بسبب مشاهدة الأطفال للأنمي

و في الانمي فقط , قال زيف بأنه عندما كان شاب كان يمتلك علاقة مع طباخ.

## هوامش
قال زيف بأن النصف الأول من الجراند لاين يسمى بالجنة , وهذا يدل على دخوله العالم الجديد حيث أن معظم القراصنة الذين دخلوا العالم الجديد يصفون النصف الأول بالجنة

ظهر زيف في لعبة ون بيس المغامرة الكبرى و و قد كان متاح للعب بأسلوب قتال مشابه لأسلوب سانجي لكنه ابطئ قليلا مع مزيد من القوة , و في نفس اللعبة ظهر زيف كشخصية دعم اضافية يمكن لسانجي مناداته للمساعدة , و قد حدث هذا ما تاشيجي في نفس اللعبة أيضا

كانت هناك مكافأة سابقة على رأس زيف قدرها 70.000.000 بيلي